# Mattia Battistini

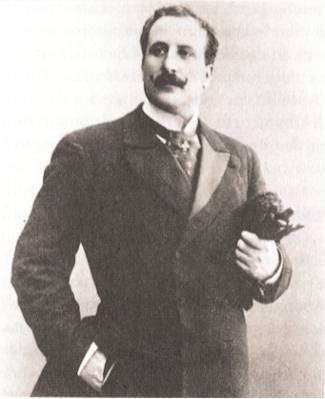
Mattia Battistini

Mattia Battistini, född 27 februari 1858 i Rom, död 7 november 1928, var en italiensk opera- och konsertsångare (tenorbaryton).
Battistini var elev till Antonio Cotogni och debuterade 1880 i Rom. Han sjöng med växande framgång på de flesta större scener och konserttribuner i Europa och Sydamerika. Med stor framgång gästade Battistini Sverige 1920-23. Han blev internationellt känd för sin vackra röst och sin skickliga sångteknik. Med tiden kom Battistini att kallas "Barytonernas kung".
En av stationerna i Roms tunnelbana är uppkallad efter Battistini. Stationen ligger i korsningen mellan via Mattia Battistini och via Ennio Bonifazi, i det 14:e distriktet (Monte Mario).